# Le Soleil (Baudelaire)
Pour les articles homonymes, voir Le Soleil.
Le Soleil est un poème de Charles Baudelaire publié dans Les Fleurs du mal en 1857.
D'abord placé dans la section « Spleen et Idéal » de l'édition de 1857, entre « Bénédiction » et « Élévation », il est ensuite déplacé dans la nouvelle section « Tableaux Parisiens » de l'édition de 1861, entre « Paysage » et « À une mendiante rousse ».  

## Forme
Le poème est composé de trois strophes, respectivement de 2 huitains et 1 quatrain, il est écrit en alexandrin et les rimes sont suivies.

## Le poème
LE SOLEIL

Le long du vieux faubourg, où pendent aux masures

Les persiennes, abri des secrètes luxures,

Quand le soleil cruel frappe à traits redoublés

Sur la ville et les champs, sur les toits et les blés,

Je vais m'exercer seul à ma fantasque escrime,

Flairant dans tous les coins les hasards de la rime,

Trébuchant sur les mots comme sur les pavés

Heurtant parfois des vers depuis longtemps rêvés.

Ce père nourricier, ennemi des chloroses,

Éveille dans les champs les vers comme les roses ;

Il fait s'évaporer les soucis vers le ciel,

Et remplit les cerveaux et les ruches de miel.

C'est lui qui rajeunit les porteurs de béquilles

Et les rend gais et doux comme des jeunes filles,

Et commande aux moissons de croître et de mûrir

Dans le cœur immortel qui toujours veut fleurir !

 

Quand, ainsi qu'un poète, il descend dans les villes,

Il ennoblit le sort des choses les plus viles,

Et s'introduit en roi, sans bruit et sans valets,

Dans tous les hôpitaux et dans tous les palais.